# Bricklin SV-1
Bricklin SV-1 byl jediný typ sportovního automobilu, který v sedmdesátých letech 20. století vyráběl podnikatel Malcolm Bricklin ve své továrně Bricklin v kanadském městě Saint John. Zkratka SV znamenala „safety vehicle“ (bezpečné vozidlo) a vyjadřovala snahu spojit sportovní vlastnosti s rostoucími požadavky na bezpečnost jízdy (byl opatřen mohutnými nárazníky a bočními výztuhami). Designér Herb Grasse navrhl vozidlo s extravagantními tvary a použil křídlové dveře a výklopné světlomety. Vůz měl robustní kovovou konstrukci, kterou kryla karoserie ze sklolaminátu, dodávaná v jasných barvách: oranžová, červená, bílá, zelená a bronzová. Ve své době bylo ojedinělé i to, že Brickliny nebyly vybaveny zapalovačem a popelníkem, protože podle majitele firmy kouření řidiče zbytečně rozptyluje.
Model se vyznačoval nejen slabými jízdními vlastnostmi, ale měl také řadu kuriózních nedostatků: plastová karosérie špatně snášela výkyvy počasí a deformovala se, elektricky ovládané výklopné dveře byly natolik poruchové, že často uvěznily majitele ve voze. Kvůli nezájmu zákazníků se vůz nakonec prodával za cenu, která nepokryla ani výrobní náklady. Za tři roky své existence firma vyrobila necelé tři tisíce vozů a v roce 1976 skončila v konkursu. Následovala politická krize, protože vláda provincie Nový Brunšvik tak přišla o 23 milionů kanadských dolarů, které do projektu investovala ve snaze o snížení nezaměstnanosti.
O historii vozu vznikl roku 2010 muzikál The Bricklin: An Automotive Fantasy. Brickliny se objevily také ve filmech Deadline Auto Theft a Somrák s brokárnou.